# Światowe Igrzyska Halowe w Lekkoatletyce 1985 – bieg na 200 m mężczyzn
Bieg na 200 metrów mężczyzn – jedna z konkurencji biegowych rozgrywanych podczas halowych światowych igrzysk lekkoatletycznych w  hali Accor Arena w Paryżu. Eliminacje, półfinały i bieg finałowy zostały rozegrane 19 stycznia 1985. Zwyciężył reprezentant Związku Radzieckiego Aleksandr Jewgienjew.

## Rezultaty

### Eliminacje
Rozegrano 5 biegów eliminacyjnych, do których przystąpiło 21 biegaczy. Awans do półfinałów dawało zajęcie pierwszego miejsca w swoim biegu (Q). Skład półfinałów uzupełniło siedmiu zawodników z najlepszym czasem wśród przegranych (q).
Opracowano na podstawie materiału źródłowego.
Bieg 1
| Miejsce | Zawodnik                  | Czas  | Uwagi |
| ------- | ------------------------- | ----- | ----- |
| 1       | Albert Robinson           | 21,63 | Q     |
| 2       | Patrick Barré             | 21,72 | q     |
| 3       | Anri Grigorow             | 22,01 |       |
| 4       | Jasem Goma'an Al-Duaillah | 22,63 | NR    |
| 5       | Alberto Izu               | 23,01 |       |

Bieg 2
| Miejsce | Zawodnik         | Czas  | Uwagi |
| ------- | ---------------- | ----- | ----- |
| 1       | Dennis Mitchell  | 21,39 | Q     |
| 2       | Clayton Kearney  | 21,76 | q     |
| 3       | Jeorjos Wamwakas | 21,84 | q     |
| 4       | Jorge Burgos     | 23,44 | NR    |

Bieg 3
| Miejsce | Zawodnik      | Czas  | Uwagi |
| ------- | ------------- | ----- | ----- |
| 1       | João da Silva | 21,38 | Q     |
| 2       | Stefano Tilli | 21,57 | q     |
| 3       | Nabil Nahri   | 23,47 | NR    |
| –       | Roberto Ramos | DNF   |       |

Bieg 4
| Miejsce | Zawodnik             | Czas  | Uwagi |
| ------- | -------------------- | ----- | ----- |
| 1       | Aleksandr Jewgienjew | 21,54 | Q     |
| 2       | Mohamed Purnomo      | 21,74 | q     |
| 3       | Daniel Sangouma      | 21,75 | q     |
| 4       | Agustín Pavó         | 22,48 |       |
| 5       | Mohamed Samantar     | 22,95 | NR    |

Bieg 5
| Miejsce | Zawodnik           | Czas  | Uwagi |
| ------- | ------------------ | ----- | ----- |
| 1       | Ade Mafe           | 21,58 | Q     |
| 2       | David Peltier      | 21,97 | q     |
| 3       | Giovanni Bongiorni | 22,13 |       |

### Półfinały
Rozegrano 2 biegi półfinałowe, w których wystartowało 12 biegaczy. Awans do finału dawało zajęcie jednego z trzech pierwszych miejsc w swoim biegu (Q).
Opracowano na podstawie materiału źródłowego.
Bieg 1
| Miejsce | Zawodnik        | Czas  | Uwagi |
| ------- | --------------- | ----- | ----- |
| 1       | Daniel Sangouma | 21,20 | Q     |
| 2       | Albert Robinson | 21,23 | Q     |
| 3       | João da Silva   | 21,36 | Q     |
| 4       | Stefano Tilli   | 21,38 |       |
| 5       | Mohamed Purnomo | 21,58 | AR    |
| 6       | David Peltier   | 21,82 |       |

Bieg 2
| Miejsce | Zawodnik             | Czas  | Uwagi |
| ------- | -------------------- | ----- | ----- |
| 1       | Aleksandr Jewgienjew | 21,11 | Q     |
| 2       | Ade Mafe             | 21,13 | Q     |
| 3       | Dennis Mitchell      | 21,33 | Q     |
| 4       | Patrick Barré        | 21,54 |       |
| 5       | Clayton Kearney      | 21,67 | AR    |
| 6       | Jeorjos Wamwakas     | 22,08 |       |

### Finał
Opracowano na podstawie materiału źródłowego.
| Miejsce | Zawodnik             | Czas  | Uwagi |
| ------- | -------------------- | ----- | ----- |
| 1       | Aleksandr Jewgienjew | 20,95 |       |
| 2       | Ade Mafe             | 20,96 | PB    |
| 3       | João da Silva        | 21,19 |       |
| 4       | Daniel Sangouma      | 21,36 |       |
| 5       | Albert Robinson      | 21,54 |       |
| 6       | Dennis Mitchell      | 21,92 |       |